# 21A busz (Budapest)
A budapesti 21A jelzésű autóbusz a Széll Kálmán tér és a Svábhegy között közlekedik, a 21-es busz betétjárataként. A viszonylatot a Budapesti Közlekedési Zrt. üzemelteti.

## Története
21A jelzéssel korábban a Szabadság-hegy (Svábhegy) és Csillebérc között közlekedett járat, mely 1957-ben a 90-es jelzést kapta.
2011. május 1-jén a Normafa és a Moszkva tér között közlekedő 90A busz jelzése 21A-ra változott.
2016. március 26-a és április 1-je között a vonalon közlekedett egy Credo Econell City tesztbusz is.
2021. szeptember 4-én a normafai végállomást az Eötvös útra helyezték át, Normafa, látogatóközpont néven.
2021. november 20-ától  az autóbuszokra hétvégente és ünnepnapokon kizárólag az első ajtón lehetett felszállni.
2022. augusztus 6-án Normafa térségének közösségi közlekedésének átalakítása kapcsán útvonala Svábhegyig rövidült, a kieső szakaszokon a 21-es, a 212-es és a 221-es viszonylat közlekedik. A hétvégi üzem megszűnésével a járaton eltörölték az első ajtós felszállási rendet is.

## Útvonala
| Svábhegy felé |
| Széll Kálmán tér M vá. – Várfok utca – Széll Kálmán tér – Krisztina körút – Magyar jakobinusok tere – Alkotás utca – Nagyenyed utca – Istenhegyi út – Költő utca – Diana utca – Svábhegy vá.             |
| Széll Kálmán tér felé |
| Svábhegy vá. – Hollós út – Mátyás király út – Költő utca – Istenhegyi út – Nagyenyed utca – Alkotás utca – Magyar jakobinusok tere – Krisztina körút – Vérmező út – Várfok utca – Széll Kálmán tér M vá. |

## Megállóhelyei
Az átszállás kapcsolatok között a 21-es és a 221-es busz nincs feltüntetve.
| 0  | Széll Kálmán tér M végállomás | 14 | 4, 6, 17, 56, 56A, 59, 59A, 59B, 61 5, 16, 16A, 22, 22A, 39, 91, 102, 116, 128, 129, 139, 140, 140A, 149, 155, 156, 222 781, 782, 783, 784, 785, 786, 787, 789, 791, 793, 794, 795 | Autóbusz-állomás, Metróállomás, Volánbusz-állomás, Mammut bevásárlóközpont |
| 2  | Déli pályaudvar M             | 11 | 17, 56, 56A, 59, 59A, 59B, 61 39, 102, 139, 140, 140A 770 S10 S12 S30 G30 Z30 S34 S35 S40 Z40 S42 Z42 IC, sebesvonat, gyorsvonat, expresszvonat,                                   | Metróállomás, Déli pályaudvar                                              |
| 3  | Kék Golyó utca                | 9  | 39, 102 59, 59A, 59B |                                                                            |
| 5  | Székács utca                  | 8  | |                                                                            |
| 6  | Szent Orbán tér               | 7  | 102, 112, 210, 212, 212A, 212B |                                                                            |
| 8  | Pethényi út                   | 6  | 210, 212, 212A, 212B |                                                                            |
| 9  | Nógrádi utca                  | 5  | 210, 212, 212A, 212B |                                                                            |
| 10 | Óra út                        | 4  | 210, 212, 212A, 212B |                                                                            |
| 11 | Istenhegyi lejtő              | 3  | 210, 212, 212A, 212B |                                                                            |
| 12 | Adonis utca                   | 2  | 210, 212, 212A, 212B 60 | Fogaskerekű-állomás                                                        |
| 13 | Városkút                      | 1  | 210, 212, 212A, 212B 60 | Fogaskerekű-állomás                                                        |
| 14 | Svábhegy végállomás           | 0  | 210, 212, 212A, 212B 60 | Fogaskerekű-állomás, Vendéglő                                              |